# Oberstadion

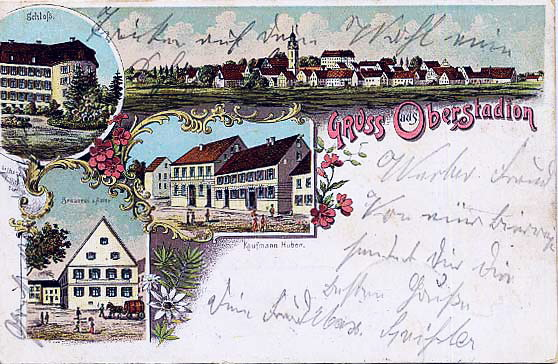
Oberstadion mit Schloss um 1900

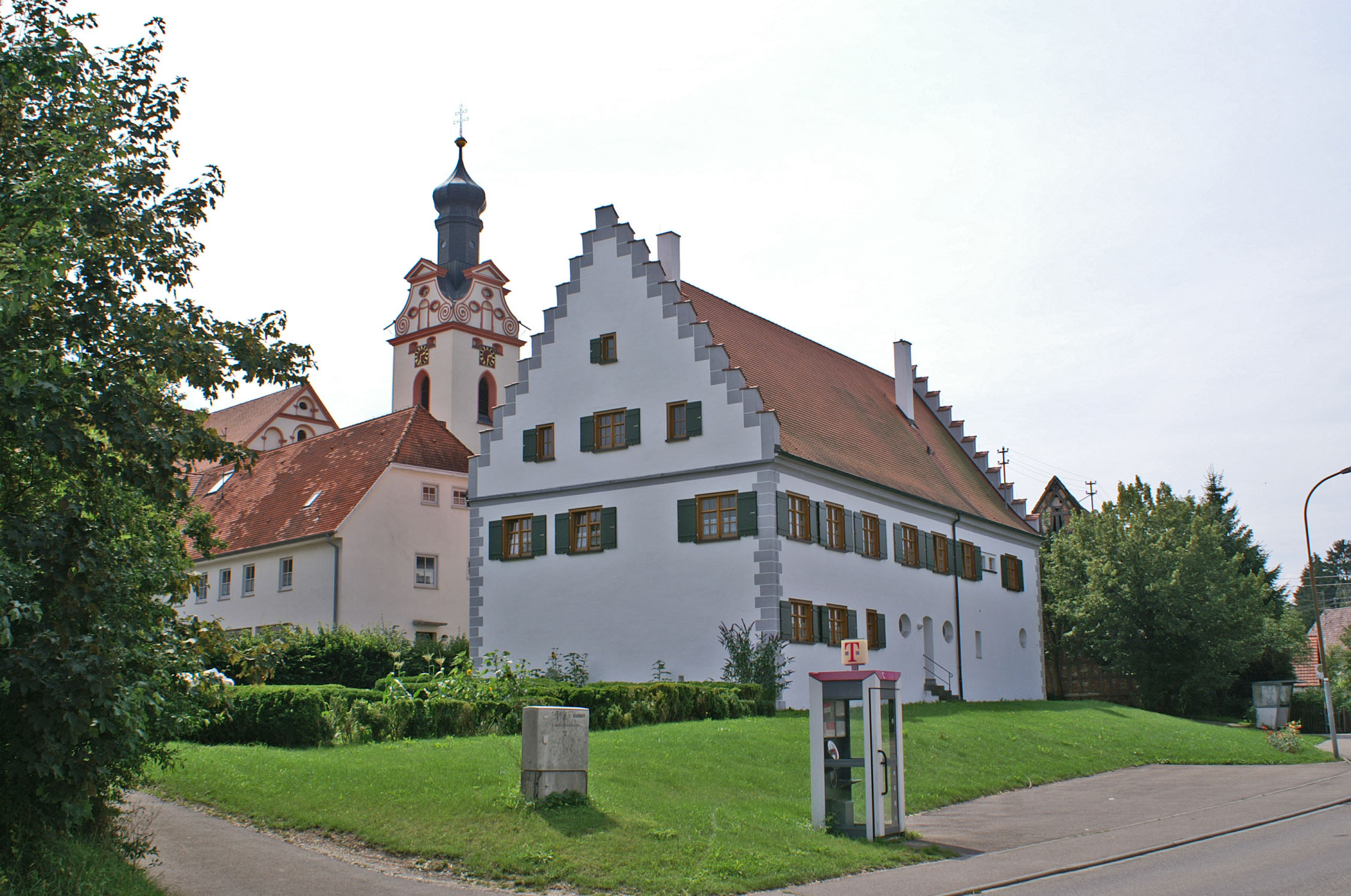
Oberstadion

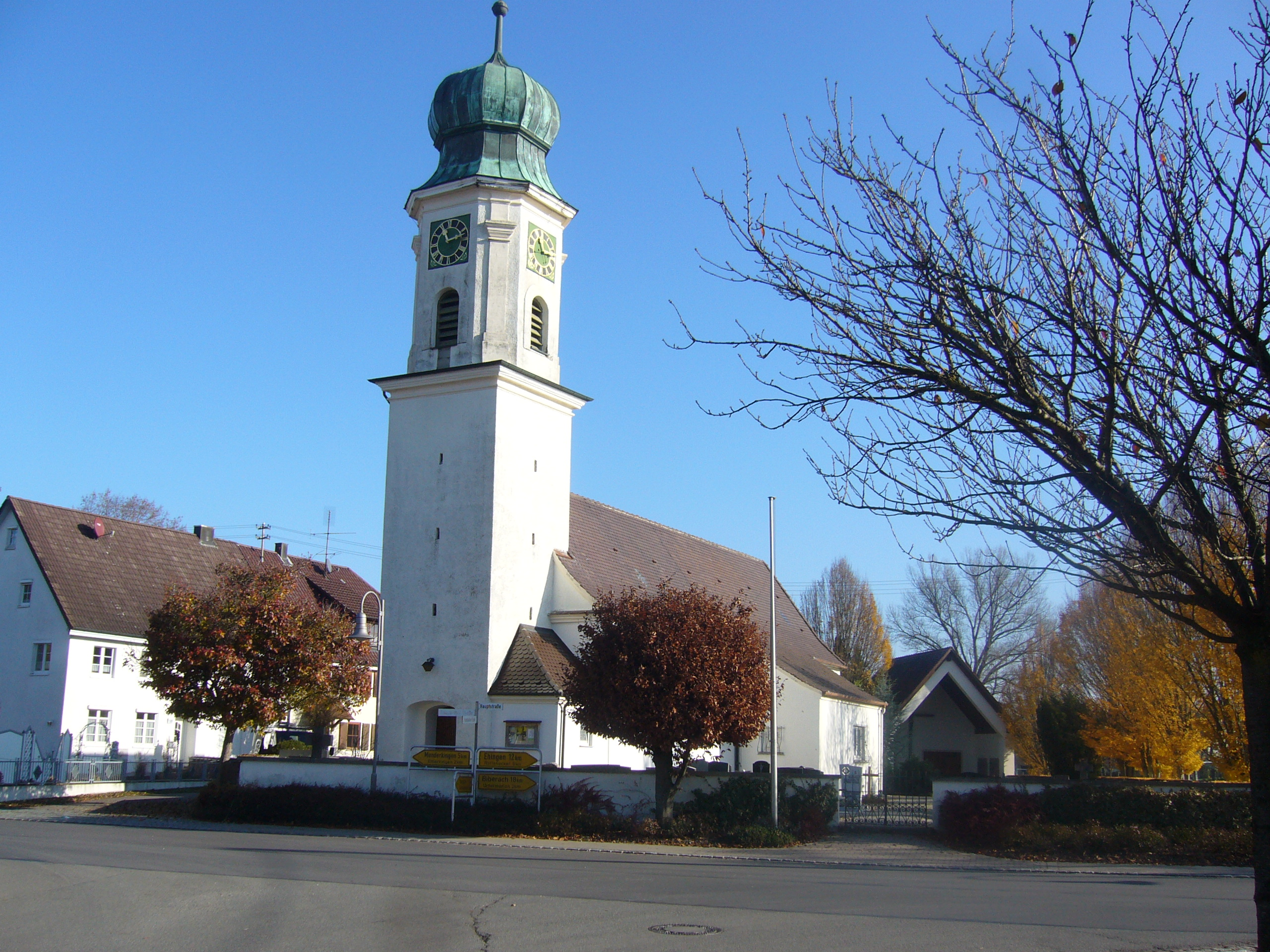
Katholische Kirche im Ortsteil Hundersingen

Oberstadion ist eine oberschwäbische Gemeinde im Alb-Donau-Kreis in Baden-Württemberg.

## Geografie

### Geografische Lage
Oberstadion liegt im nördlichen Oberschwaben zwischen Ehingen (Donau) und Biberach an der Riß. Durch das Gemeindegebiet fließt der Stehenbach, der in die Donau mündet.

### Nachbargemeinden
Die Gemeinde grenzt im Norden an Unterstadion, im Osten an Schemmerhofen sowie im Süden an Attenweiler, beide im Landkreis Biberach, im Westen an Grundsheim und Uttenweiler.

### Gemeindegliederung

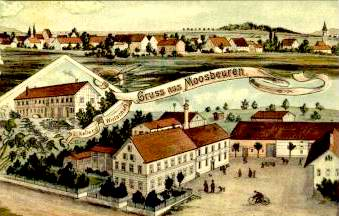
Moosbeuren um 1900

Die Gemeinde besteht aus den Ortsteilen Oberstadion, Hundersingen, Moosbeuren, Mundeldingen, Mühlhausen und Rettighofen.

## Geschichte

### Überblick bis zum Aussterben des Geschlechts Stadion
Um 1270 benannte sich das wohl aus Graubünden stammende, hier ansässige Adelsgeschlecht Stadion nach dem Ort. Am 13. Mai 1270 ist es mit dem Ritter „Waltherus de Stadegun“ nachweisbar. Das Schloss Oberstadion wurde nach 1352 errichtet und 1756–77 unter Graf Johann Philipp von Stadion in Teilen neu erbaut. Nach dem Aussterben der Familie im Jahr 1908 fiel das Schloss mit den Waldgütern Oberstadion und Thannhausen an die Grafen von Schönborn-Buchheim, die es bis heute besitzen. Nach dem Zweiten Weltkrieg war darin eine Haushaltsschule und zeitweise das Waisenhaus Oggelsbeuren einquartiert; das Schloss steht seit Jahrzehnten leer.

### Verwaltungsgeschichte
Durch die Mediatisierung kam der reichsritterschaftliche Ort 1805 an das Kurfürstentum Württemberg, welches im Jahr darauf zum Königreich aufstieg. Für mehr als ein Jahrhundert war Oberstadion nun dem Oberamt Ehingen zugeordnet. Während der NS-Zeit in Württemberg wurde die Gemeinde 1938 dem neuen Landkreis Ehingen zugeteilt. Im Jahre 1945 wurde Oberstadion Teil der Französischen Besatzungszone und kam somit zum Nachkriegsland Württemberg-Hohenzollern, welches 1952 im Bundesland Baden-Württemberg aufging. Seit der Gebietsreform von 1973 ist Oberstadion Teil des Alb-Donau-Kreises.
Im Zuge der Gemeindegebietsreform in Baden-Württemberg wurden die Gemeinden Mundeldingen (am 1. Januar 1972), Moosbeuren (am 1. November 1972) und Hundersingen (am 1. Januar 1975) nach Oberstadion eingemeindet.

### Religion
Oberstadion ist überwiegend katholisch geprägt. Die Kirchengemeinde St. Martinus gehört zur Seelsorgeeinheit Donau-Winkel im Dekanat Ehingen-Ulm.

## Demographie
Bevölkerungsentwicklung:
| Jahr | Einwohnerzahl |
| ---- | ------------- |
| 1990 | 1.286         |
| 2001 | 1.596         |
| 2011 | 1.555         |
| 2021 | 1.597         |

## Politik

### Verwaltungsverband
Die Gemeinde gehört dem Gemeindeverwaltungsverband Verwaltungsgemeinschaft Munderkingen an.

### Bürgermeister
Im September 2016 wurde Kevin Wiest mit 87 Prozent der Stimmen zum neuen Bürgermeister gewählt. Im Frühjahr 2022 kandidierte er für das Oberbürgermeisteramt in Laupheim, unterlag jedoch Ingo Bergmann (SPD). Am 14. Juli 2024 wurde Wiest mit 95,4 Prozent der Stimmen für eine zweite Amtszweit wiedergewählt.

### Partnerschaften
Oberstadion unterhält partnerschaftliche Beziehungen zu
- Flößberg, heute Teilort der Stadt Frohburg in Sachsen.

## Infrastruktur

### Verkehr
Durch die Gemeinde führt als Landes-Radfernweg der Oberschwaben-Allgäu-Radweg. Er ist eine Rundstrecke über Ulm und Tettnang und verläuft dabei von Offingen (Gemeinde Uttenweiler) am Berg Bussen über den Ortsteil Hundersingen nach Oberstadion und weiter über Unterstadion nach Rottenacker.

### Bildungseinrichtungen
Oberstadion verfügt mit der Christoph-von-Schmid-Schule über eine Grund-, Haupt- und Werkrealschule. Weiterführende Schulen befinden sich außerdem in Munderkingen und Ehingen.

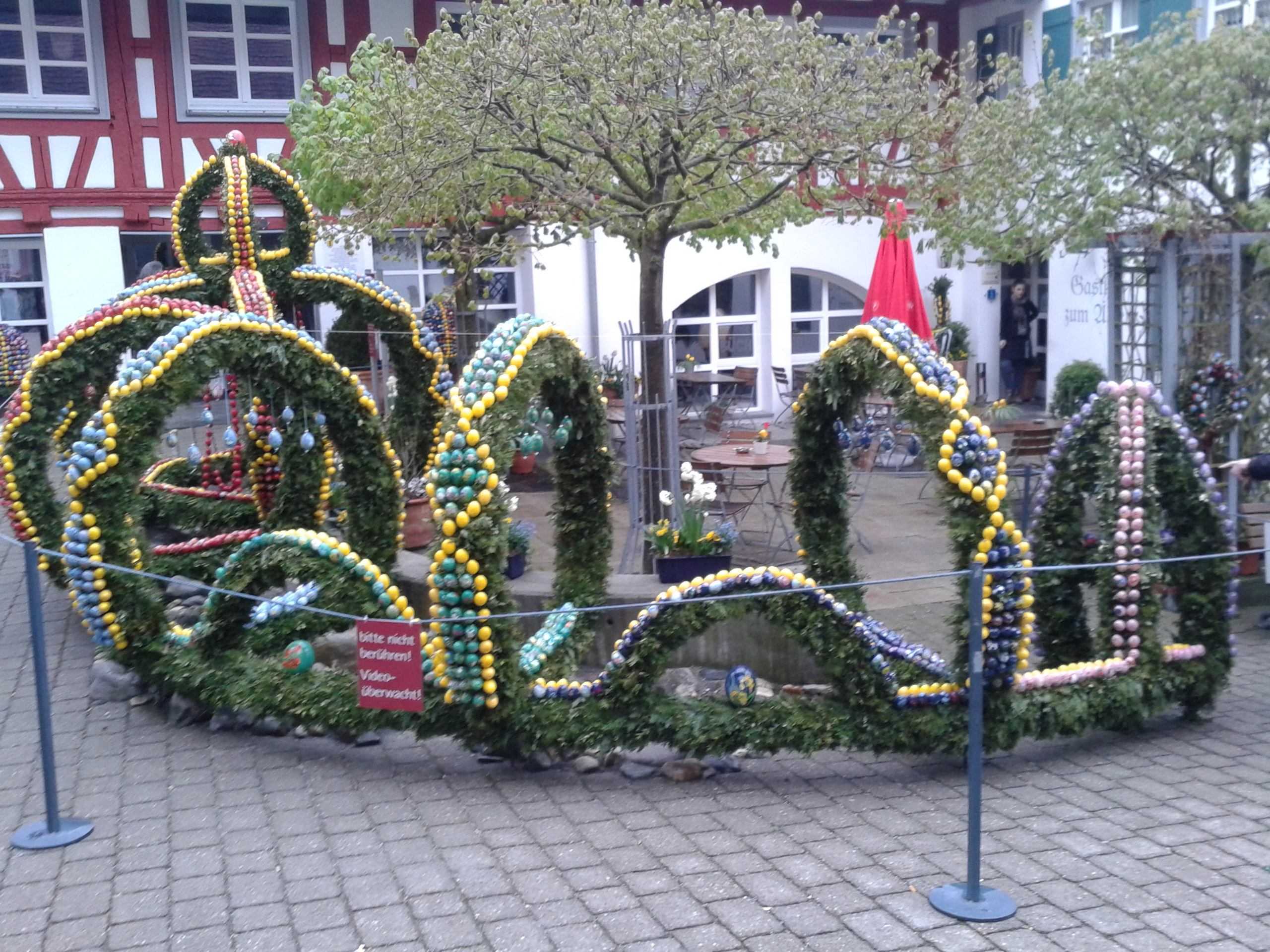
Zentrum des Osterbrunnens Oberstadion

## Kultur und Sehenswürdigkeiten
2014 strebte Oberstadion mit seinem damals knapp 27.000 Eier zählenden Osterbrunnen einen Eintrag in das Guinness-Buch der Rekorde an.

### Museen
- Christoph-von-Schmid-Gedenkstätte mit zwei Krippendarstellungen
- Krippenmuseum Oberstadion im alten Pfarrstadel (ganzjährige Ausstellung)

### Bauwerke
- Kirche St. Martinus in Oberstadion: ein Langhaus mit fünf Seitenkapellen und elf Altären, von denen sieben als gotische Flügelaltäre aus der sogenannten Ulmer Schule, den berühmten Holz- und Steinbildhauern des 15. Jahrhunderts, stammen. Das Chorgestühl stammt vom Bildhauer Jörg Syrlin dem Jüngeren und der Hochaltar ist vom Maler Jörg Stocker.
- Mundeldinger Käppele; die Marienkapelle wurde 1992/3 von engagierten Mundeldingern in Eigenregie gebaut.
- Moosbeurer Galgen: Wäldchen bei Moosbeuren, in dem früher Hinrichtungen vollzogen wurden und unter dem Überreste der Kelten vermutet werden, weil es auf einem eher unnatürlichen Hügel steht. Im Galgenwald findet jeden Sommer das alljährliche Galgenfest statt.

## Persönlichkeiten
- Christoph von Schmid (1786–1854), der Dichter des Weihnachtslieds Ihr Kinderlein, kommet, wirkte von 1816 bis 1827 als Pfarrer in Oberstadion.

### Söhne und Töchter der Gemeinde
- Carl von Kirn (1805–1870), württembergischer Oberamtmann
- Josef Baur (1857–1927), württembergischer Oberamtmann
- Hugo Stiefenhofer (1861–1937), württembergischer Oberamtmann
- Bonifaz Natter (1866–1906), Benediktinermönch und Abt der Buckfast Abbey (St. Mary’s Abbey) in Buckfastleigh
- Josef Locher (1878–1964), Landwirt, Mitglied der Vorläufigen Volksvertretung von Württemberg-Baden

## Sonstiges
- Latzmannbrauch am Pfingstmontag im Teilort Hundersingen